# 송갑조

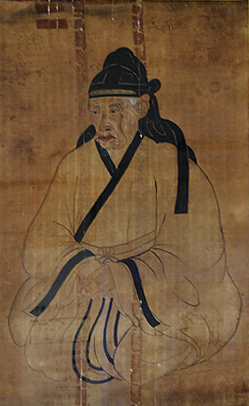
송갑조 영정

송갑조(宋甲祚, 1574년 12월 10일 ∼ 1628년 4월 1일)는 조선시대 중기의 문신, 성리학자이다. 본관은 은진(恩津)으로 자는 원유(元裕), 호는 수옹(睡翁)이다. 송인수의 종손이고, 세한재(歲寒齋) 송시도(宋時燾)와 대학자 우암 송시열(宋時烈)의 아버지이다. 최립(崔岦)의 문인이다. 시호는 경헌(景獻)이다.

## 생애

### 생애 초반

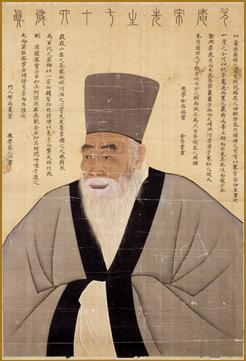
아들 송시열

송갑조는 1574년 12월 10일 송구수(宋龜壽)의 손자이자 의빈부도사(儀賓府都事) 송응기(宋應期)와 부인 병조판서 이윤경의 딸 광주이씨의 아들로 한성부 반송방(盤松坊)에서 태어났다. 종조부 송인수는 대사헌이었으며, 율곡이이를 공격했던 송응개와 송응형은 그의 친족으로 이들은 동인이었다.
그의 종조부 송인수와 조부 송구수는 서인이 되었으므로 그도 자연스럽게 서인이 되었고, 아들 송시열 역시 자연스럽게 서인이 되었다. 학자 우암 송시열은 그의 셋째 아들이었다. 일찍이 최립의 문하에서 수학하였다.
일찍이 어머니 광주이씨를 여의고, 어머니 이씨가 친정에서 데려온 노비 현비에 의해 양육되었다. 당시 현비는 양인인 강씨와 결혼하여 자녀가 있었는데, 유모 현비는 자신의 젖을 물려 어린 송갑조 형제를 길렀다. 이후 송갑조는 현비의 아들들을 자신의 친형제, 친동기처럼 대하였고 유모인 이씨를 깎듯이 대하였다 한다.

### 관료 생활
1617년(광해군 9) 생원시와 진사시에 모두 합격하였다. 이때 인목대비 폐모론으로 북인에 의해 인목대비가 폐모되어 서궁(西宮)에 감금당했다. 그는 이 불의에 분노하였고, 같이 합격한 이영구(李榮久) 등의 만류와 반대에도 불구하고 위험을 무릅쓰고 비밀리에 서궁을 방문, 서궁에 유폐되어 있는 인목대비를 혼자 배알하고 돌아왔다. 폐비된 죄인을 알현했다는 이유로 그는 유적(儒籍)에서 삭제되었다. 즉시 귀가하여 두문불출하다 낙향, 이후 관직을 단념하고 성리학 학문 연구와 공자, 주자 및 이이와 성혼의 저서들에 대한 독서와 시문 짓기 등으로 소일하였으며, 학숙(學塾)을 열어 학규를 엄격히 하고 고훈격언(古訓格言)으로 학도를 가르쳤다.
1623년(광해군 15년) 인조반정으로 서인이 집권하자 강릉참봉(康陵參奉)에 특별 제수되어 상경하였다. 1624년(인조 2) 논공행상에 불만을 품은 이괄(李适)이 난을 일으켰을 때는, 도보로 공주의 행재소까지 가서 인조 왕을 호종하였다. 난이 평정된 뒤 1626년 전주부(全州府)와 경기전참봉(慶基殿參奉)이 되고 조산대부로 승진했다.
1627년 사옹원봉사(司饔院奉事)에 제수되어 한성부로 오던 도중에 청나라의 침입으로 정묘호란이 터지자 남하하는 소현세자를 만나 전라북도 완산(完山)으로 수행, 호종하였다. 그 뒤 청나라와 화의가 성립되었다는 말을 듣고 비분을 이기지 못하여 사직서를 제출하고 집으로 돌아갔다. 이후 시문과 독서로 소일하며 후학을 양성하였다. 1628년 4월 1일 옥천에서 사망하였다.

### 사후
처음 묘비명은 청음 김상헌이 짓고, 신독재 김집이 글씨를 썼다. 그러나 어떤 이유로 비석이 훼손되어, 뒤에 다시 동춘당 송준길이 비문을 지었다. 송준길은 그의 비문을 쓸때 본래 처음 묘비명은 청음 김상헌이 짓고, 신독재 김집이 글씨를 썼다고 언급하였다.
사후 송준길의 상소로 효종 때 증사헌부집의(贈司憲府執義)에 추증되었으며, 현종 즉위 초, 아들 송시열의 영귀로 증 숭록대부 의정부좌찬성 겸 판의금부사 오위도총부 도총관에 추증되었다. 영조 때 의정부영의정에 추증되었으며, 다시 윤봉조(尹鳳朝)의 상소로 경헌(景獻)의 시호가 내려졌다.

## 저서
- 수옹일기

## 가계
- 할아버지 : 송구수(宋龜壽)
  - 아버지 : 송응기(宋應期)
  - 어머니 : 이윤경(李潤慶)의 딸, 광주 이씨
    - 형 : 송방조(宋邦祚)
    - 전처 : 선산 곽씨 곽자방(郭自防)의 딸
      - 장남 : 송시희(宋時熹)
      - 자부 : 김성진(金聲振)의 딸
      - 차남 : 송시묵(宋時默)
      - 자부 : 이시생(李蓍生)의 딸
      - 삼남 : 송시열(宋時烈)
      - 자부 : 이덕사(李德泗)의 딸
        - 손자 : 송순(宋純)
        - 손자 : 송기태(宋基泰) - 생부 송시형(宋時瑩)
        - 손녀 : 권유(權裕)에게 출가
        - 손녀 : 윤박(尹博)에게 출가

      - 사남 : 송시도(宋時燾)
      - 자부 : 이복익(李復益)의 딸
      - 오남 : 송시휴(宋時烋)
      - 자부 : 권씨
      - 장녀 : 윤간(尹侃)에게 출가
      - 차녀 : 이경(李憬)에게 출가

## 같이 보기
- 송시열
- 윤선거
- 윤선도
- 이이
- 성혼
- 안방준
- 김집
- 김장생
- 송준길
- 송이창
- 김익훈